# 蓮教
蓮教（れんきょう、宝徳3年1月15日〈1451年2月16日〉 - 延徳4年5月2日〈1492年5月27日〉）は、戦国時代の浄土真宗の僧。真宗興正派興正寺第14世（『真宗法脈史』）。初名は経豪（きょうごう）。号は花恩院。諡号は願乗院。父は真宗佛光寺派佛光寺12世性善で、甘露寺親長の猶子。経誉の兄で、蓮秀の父。
妙法院の教覚に師事して文明元年（1469年）に叔父の光教から佛光寺を継いで第14世となるものの、文明14年（1482年）頃に佛光寺に属する48坊のうち42坊を引き連れて本願寺第8世法主蓮如の長男順如の仲介で本願寺に合流した。その際に「経豪」から「蓮敎」と名を与えられ改名する。
これによって佛光寺派は大混乱をきたし、光教が経豪の弟である経誉を急遽法主に押し立てた。その際、経豪はそもそも第14世法主など継いでいなかったことにされ、経誉が新たに第14世として就任した。
蓮如の孫にあたる恵光尼（順如の妹如慶と常楽寺住持蓮覚の子）を妻とし、山城国の山科に建てられた本願寺派の本山・山科本願寺の南側に興正寺を建立してその基礎を築いた。